# Zelle (Aue-Bad Schlema)
Zelle ist ein Ortsgebiet des Ortsteils Aue der im Januar 2019 neu gebildeten Großen Kreisstadt Aue-Bad Schlema. Das Gebiet entwickelte sich aus einer Wohnsiedlung um das Klösterlein Zelle. Im Jahr 1897 wurde das Dorf nach Aue eingemeindet. Die Ausdehnung von Zelle erfolgte zu großen Teilen an den Hängen der Berge Buchberg, Hirschknochen und Eisenstein und heißt in der Bevölkerung deshalb auch Zeller Berg. Dieser Begriff wird damit häufig auch als Synonym für das Ortsgebiet verwendet.

## Lage
Das Ortsgebiet wird westlich und südlich von der Zwickauer Mulde und ab der Bahnhofsbrücke vom Schwarzwasser begrenzt. Die Lößnitzer Straße als Teil der Bundesstraße 169 in Nord-Süd-Richtung und die Dr.-Otto-Nuschke-Straße als Teil der Staatsstraße 255 in West-Ost-Richtung dominieren diesen Bereich verkehrsmäßig. Die nördliche Grenze bildet die Waldung am Hirschknochen, die östliche der Rumpelsbach am Bärengrund, wo sich der Ortsbereich Niederpfannenstiel anschließt. Die Geokoordinate ist eine geschätzte geografische Mitte von Zelle an der Paul-Strößner-Straße.

## Geschichte

### Anfänge des Ortes Zelle im 16. Jahrhundert
Die Siedlung Zelle entstand nach Auflösung und Verkauf des Filialklosters Zelle im Jahr 1527. Der erste Käufer war der sächsische Kurfürst, der die Anlage mittels eines Begnadigungslehnbriefes an den Thüringer Burgbesitzer Nickel von Ende überschrieb. Dieser veranlasste den Bau einer Schmelzhütte und einer Mühle am Lößnitzbach. Bereits 1529 verkaufte von Ende einen Teil des Gebietes zusammen mit der Gerichtsbarkeit und der hohen Jagd an die Schönburger Herrschaften. Von diesem Herrscherhaus eingesetzt wurde Antonius Kellner neuer Herr über Zelle. Er betrieb die Schmelzhütte erfolgreich weiter und erwarb zusätzlich das Vorwerk vom Klösterlein Zelle. Daraus entwickelte sich im Lauf der Zeit das Rittergut Zelle. Auseinandersetzungen mit benachbarten Herrschern in der Stadt Lößnitz wegen eines Wehrs im Lößnitzbach, auch mit der Kirchengemeinde wegen umgesetzter liturgischer Geräte veranlassten Kellner zu einem baldigen Weiterverkauf. Der nächste Besitzer ab 1550 hieß Hans Biener und war kurfürstlich-sächsischer Münzmeister der Münzstätte Dresden. Auch er bekam Streit mit den ansässigen Bauern wegen geplanter Beschneidung der Fischereirechte und geforderter höherer Frondienste, die aber friedlich beigelegt werden konnten. Nach Bieners Tod im Jahr 1604 setzte der Kurfürst Christian II. Michael Eberhardt als Verwalter von Rittergut und Dorf Zelle ein. Die Reihe der Besitzer setzte sich stetig fort: 1609 war es Heinrich von Schönberg, 1616 Eleazer Schlaher von Nimka, 1638 Hans Friedrich von Wolffersdorff. Unter der längeren Herrschaft dieser Adelsfamilie konnte sich Zelle wirtschaftlich entwickeln, beispielsweise wurde der Bergbau vorangetrieben. Im Jahr 1797 endete die Herrschaft des Wolffersdorffer Adelsgeschlechts über Zelle durch einen Verkauf an Carl Hubert von Brandenstein.

### Zelle zwischen dem 19. und dem 20. Jahrhundert
Im Jahr 1816 vernichtete ein Brand das ursprüngliche Rittergut weitestgehend; der Wiederaufbau konnte 1819 abgeschlossen werden. In der Familie Brandenstein verblieb Zelle bis 1846, danach gelangte der Komplex in die Hand von Carl Gotthelf Mehnert, dem ersten bürgerlichen Besitzer von Zelle. Die Flurkarte aus dem Jahr 1840 zeigt nördlich der Flüsse Zwickauer Mulde und Schwarzwasser die Klosterflur Zelle und östlich angrenzend die größere Bauernflur Zelle. Im Jahr 1857 schlossen sich die Kirchgemeinde mit der Pfarrkirche und dem Rittergut Klösterlein zu einer selbstständigen kommunalen Gemeinde zusammen. Weiter ging’s jedoch mit dem Verkauf 1875 an den Kohlegrubenbesitzer Christian Gotthelf Ebert, 1897 an Wilhelm Röll. Genau in jenem Jahr wurde das Dorf Zelle als Ortsteil nach Aue eingemeindet, am 1. Januar 1922 folgte der Gutsbezirk Klösterlein. Bis 1946 blieb Röll, der Schwiegersohn von Erdmann Kircheis, jedoch Eigentümer des Gutes Zelle. Durch die Bodenreform gelangte das ehemalige Rittergut nun in den Besitz der Stadt Aue. Die Gebäude wurden danach von der Verwaltung der Auer Wohnungsbaugesellschaft genutzt, die sich nun jedoch in der Poststraße befindet. Das inzwischen denkmalgeschützte Gebäude dient seit den 1960er Jahren als Verwaltungssitz für die Wasserwerke Aue. Seit der Zusammenlegung mit Wasserbetrieben aus Nachbarorten ist hier eine Filiale des Zweckverbandes Wasserwerke Westerzgebirge zu finden.

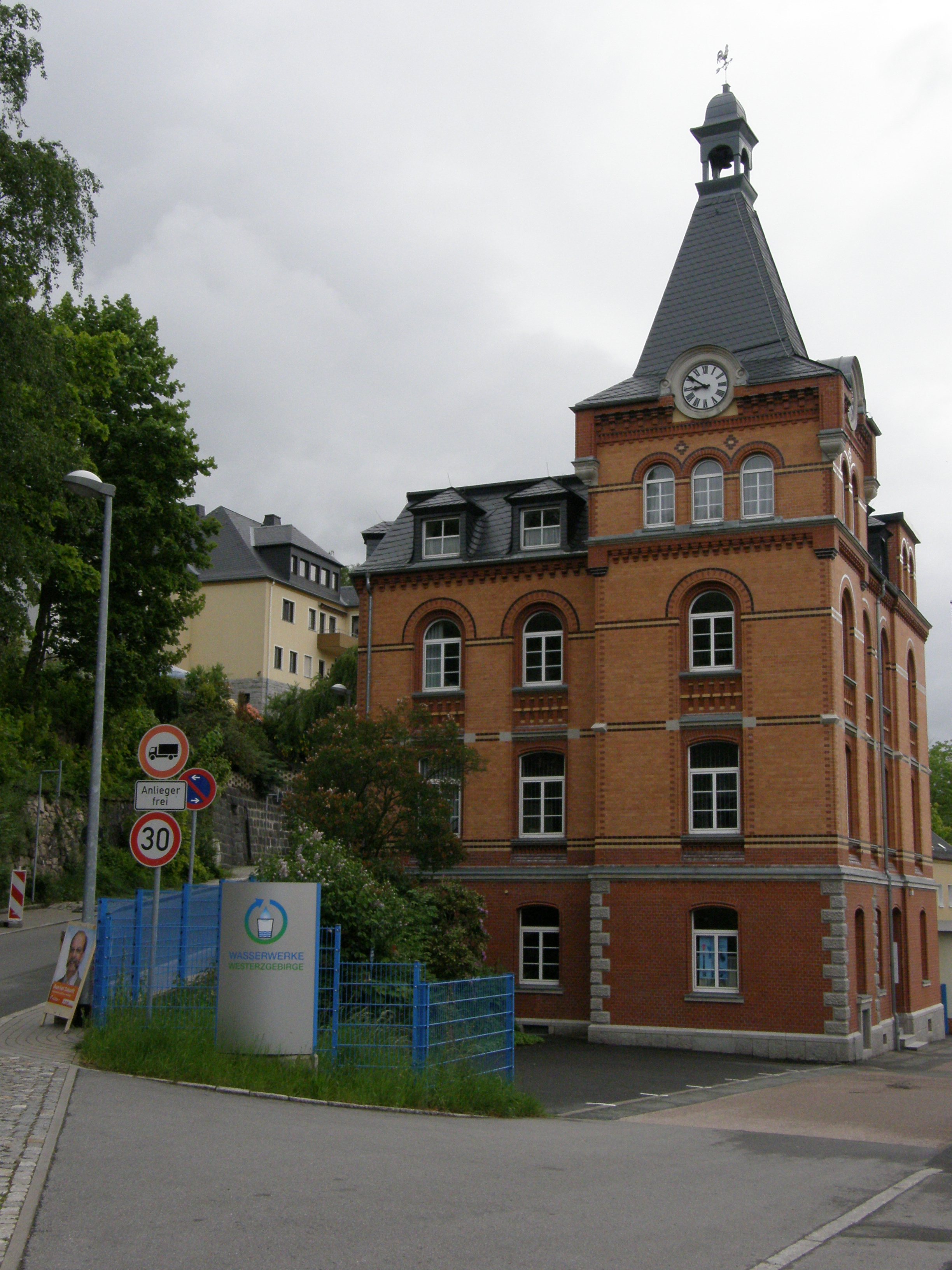
Ehemaliges Rathaus Zelle im Jahr 2009

Bereits im Jahr 1819 verfügte die Siedlung über ein einfaches Schulgebäude. Die Einwohnerzahlen erhöhten sich in den letzten Jahrzehnten des 19. Jahrhunderts so stark, dass ein eigenes Rathaus erforderlich wurde. 1891 wurde dafür der Grundstein gelegt und 1893 konnte der Verwaltungsbau eingeweiht werden. Als Sitz der dörflichen Ratsmannschaft verlor es aber bereits 1897 seine Bedeutung, als die Landgemeinde Zelle nach Aue eingegliedert wurde. Ein neues Volksschulhaus für die Kinder des Stadtteils Zelle ließ die Stadt Aue 1911 an der Gabelsberger Straße errichten. In einen Flügel des viergeschossigen Unterrichtsgebäudes zog die Mädchenbürgerschule, in den anderen eine sechsklassige Realschule. Aus letzterer ging 1918 die neunklassige Oberrealschule hervor. In der DDR-Zeit waren in dem Gebäude die „Lessing-Oberschule“ sowie die Erweiterte Oberschule „Ernst Schneller“ beheimatet. Seit der deutschen Wiedervereinigung und einer umfassenden Sanierung und Modernisierung beherbergt es das Clemens-Winkler-Gymnasium.
Im Jahr 1949 wurde im ehemaligen Rittergut Klösterlein eine Schule für Krankenpflegeberufe eröffnet. Weitere Neubauten auf dem Gelände führten dazu, dass sich die Einrichtung bis 1954 zu einer Medizinischen Fachschule entwickelte. Ausgebildet wurden hier jährlich rund 250 Pflegekräfte für die Kranken- und Kinderpflege.
Zwischen 1950 und 1959 entstanden in Abstimmung mit dem damaligen Bezirk Karl-Marx-Stadt auf dem Zeller Berg 1300 Neubauwohnungen. In der gleichen Zeit wurde eine neu gebaute Schule, die POS „Wilhelm Pieck“, in Betrieb genommen.

### Zelle ab dem 21. Jahrhundert
Die im Bereich des Stadtteils vorhandenen Wohnhäuser wurden weitestgehend saniert. Das Krankenhaus, nun im Verbund der Helios Kliniken, wurde ebenfalls erneuert, modernisiert und baulich erweitert. Die drei erhaltenen Schulgebäude werden weiterhin zu Bildungszwecken genutzt. Das Sportstadion erhielt auch eine Frischekur und die Bezeichnung Erzgebirgsstadion.
Durch umfangreiche Rückbauarbeiten des Güter- und Personenbahnhofs Aue entstanden freie Flächen, die zur Ansiedlung neuer Gewerbe beitragen sollen. Schließlich führte die Neutrassierung der Staatsstraße 255 zu neuem Verkehr durch das Ortsgebiet, der gleichzeitig für den Zentrumsumgehungsverkehr ausgebaut wurde, besonders die Dr.-Otto-Nuschke-Straße.

## Bauwerke und sonstige Anlagen (Auswahl)

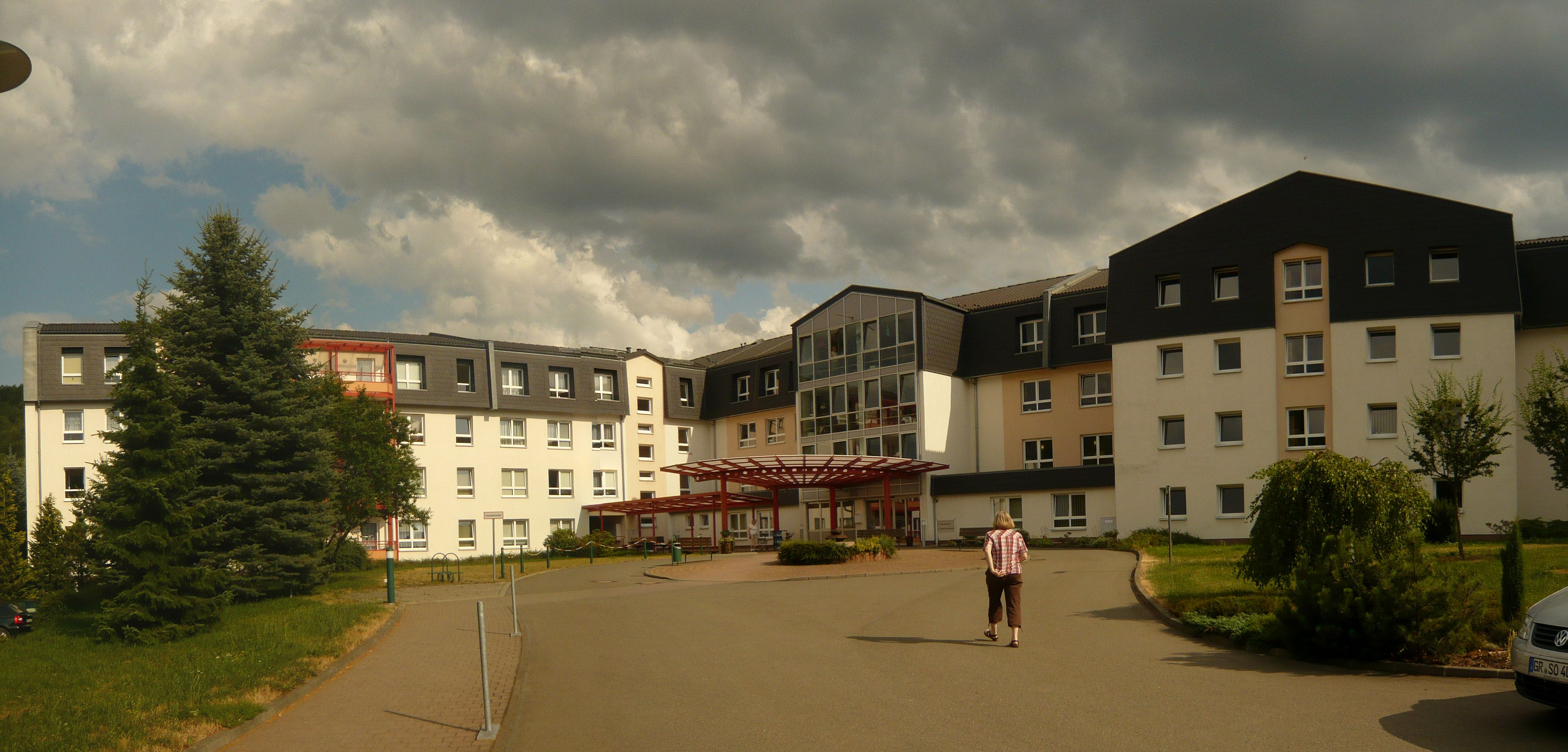
Evangelische Seniorenpflegestätte

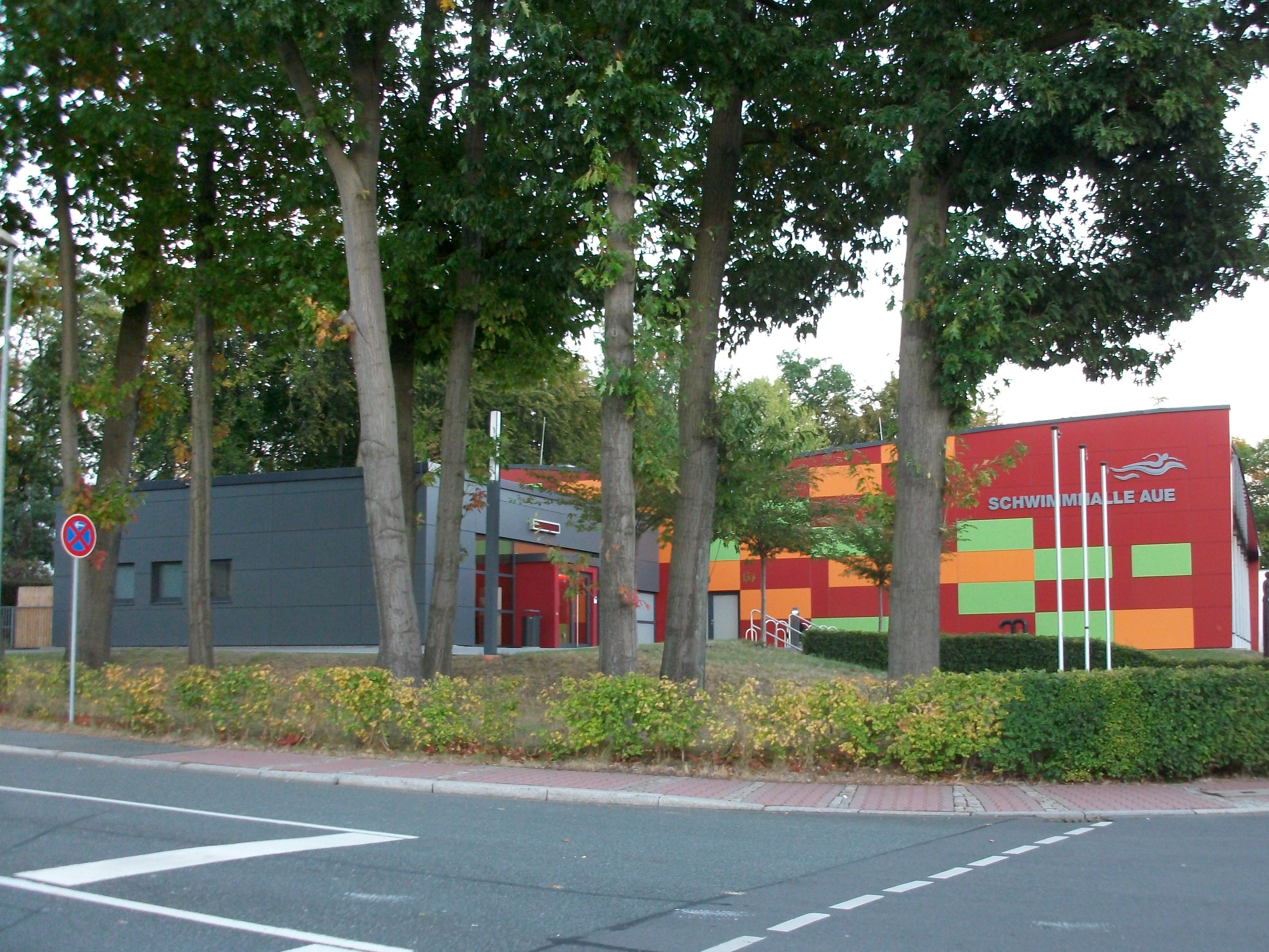
Schwimmhalle der Stadt Aue auf dem Zeller Berg

Im Ortsgebiet Zelle befinden sich neben der Klösterlein-Kirche mit dem angeschlossenen Friedhof unter anderem das 1928 errichtete Fußballstadion (bis 1990 „Otto-Grotewohl-Stadion“), Gebäude des ehemaligen Schlacht- und Viehhofs der Stadt Aue an der Lößnitzer Straße (im Jahr 1906 errichtet), das Krankenhaus, eine Seniorenpflegeeinrichtung, eine Schwimmhalle.
Eine weitere Schule entstand 1883 und diente zwischen 1911 und um 1980 als Gewerbeschule. Ab den 1990er Jahren befand sich die Musikschule Aue darin. Auch die 1914 eingeweihte Friedenskirche am Zeller Berg gehört zum Ortsgebiet. Auf dem Zeller Berg erinnert eine am 5. Oktober 1974 eingeweihte Gedenkstätte an Juri Gagarin, der als erster Mensch in das Weltall geflogen war.
In der DDR-Zeit, ab 1960, ließ die Handelsorganisation (HO) in der Agricolastraße anstelle eines Verkaufsprovisoriums ein Kaufhaus errichten. Hier wurden unter dem Kürzel HaTeKa jahrelang Haushaltwaren und Textilien verkauft. Das Handelshaus schloss im März 1997, anschließend wurde es eine Filiale der Sparkasse. Mit der Reduzierung der Bankfilialen gab es bis 11. Januar 2021 hier nur noch einen Selbstbedienungs-Bankautomaten. Die Sparkasse hat mittlerweile das Haus dem Arbeiter-Samariter-Bund übergeben, der hier einen Verwaltungssitz eingerichtet hat und im Herbst 2021 das Obergeschoss zu Wohnungen für eine Seniorenwohngruppe umbauen lässt.

## Verkehr
Wie bereits oben dargestellt, führen durch den Ortsbereich Zelle zwei übergeordnete Autostraßen (B 169, S 255). Zur Erschließung des Wohngebietes gibt es ein dichtes Netz von Stadtomnibuslinien (unter anderem Linie A, Linien 363, 375, 378), betrieben von der Regionalverkehr Erzgebirge GmbH.
Direkt an der Südgrenze von Zelle liegt der Bahnhof Aue mit mehreren Omnibus-Umsteigemöglichkeiten.